# Velká Hleďsebe
Obec Velká Hleďsebe nebo též Sychdychffir (německy Siehdichfür) se nachází v okrese Cheb, kraj Karlovarský. Žije zde přibližně 2 400 obyvatel.

## Etymologie
Název pochází od slovesa „hleděti si sebe“. Stejný význam má německé „Sieh dich für!", pocházející od slovesa  „sich sehen“.

## Historie
- První písemná zmínka o obci pochází z roku 1587, kdy patřila k tachovskému panství.
- Dne 10. 5. 1930 se zde narodil dlouholetý předseda a mluvčí Sudetoněmeckého landsmanšaftu Franz Neubauer. Tento politik, který mj. zastával v minulosti pozici ministra sociálních věcí v bavorské vládě, zemřel 2. 12. 2015 ve věku 85 let.[5]
- V letech 1976–1990 byla obec součástí nedalekých Mariánských Lázní, s nimiž ji dodnes spojuje trolejbusová trať linky 6 a četné autobusové linky.
- V roce 2022 se Velká Hleďsebe stala v soutěži Vesnice roku vesnicí Karlovarského kraje.[6]

## Přírodní poměry
Geomorfologicky se obec se nachází v Tachovské brázdě geomorfologického celku Podčeskoleská pahorkatina.
Z hlediska geologického členění je součástí saxothuringika geologické jednotky Českého masivu a náleží ke krystaliniku sasko-vogtlandského paleozoika. Převládajícími horninami jsou zde metamorfované horniny svory. V jižní části zasahují do území okrajově sedimenty chebské pánve, zastoupené štěrky a písky s vložkami jílů.
Severním a východním okrajem území obce protéká Kosový potok, jižním krátce Panský potok.

## Obyvatelstvo
Při sčítání lidu v roce 1921 zde žilo 1 640 obyvatel, z nichž bylo 24 Čechoslováků, 1 603 obyvatel německé národnosti, jeden jiné národnosti a 12 cizozemců. K římskokatolické církvi se hlásilo 1 635 obyvatel, k evangelické čtyři, jeden k církvi československé.
| Rok            | 1869 | 1880 | 1890 | 1900  | 1910  | 1921  | 1930  | 1950 | 1961  | 1970  | 1980  | 1991  | 2001  | 2011  |
| -------------- | ---- | ---- | ---- | ----- | ----- | ----- | ----- | ---- | ----- | ----- | ----- | ----- | ----- | ----- |
| Počet obyvatel | 436  | 569  | 697  | 1 068 | 1 645 | 1 640 | 2 054 | 949  | 1 228 | 1 136 | 1 578 | 1 499 | 1 512 | 1 487 |
| Počet domů     | 57   | 74   | 78   | 100   | 153   | 171   | 248   | 239  | 335   | 237   | 263   | 287   | 303   | 345   |

| Rok            | 1869 | 1880  | 1890  | 1900  | 1910  | 1921  | 1930  | 1950  | 1961  | 1970  | 1980  | 1 991 | 2001  | 2011  |
| -------------- | ---- | ----- | ----- | ----- | ----- | ----- | ----- | ----- | ----- | ----- | ----- | ----- | ----- | ----- |
| Počet obyvatel | 959  | 1 237 | 1 464 | 1 962 | 2 605 | 2 517 | 2 924 | 1 218 | 1 946 | 1 786 | 2 214 | 2 113 | 2 124 | 2 106 |
| Počet domů     | 125  | 162   | 171   | 199   | 265   | 285   | 368   | 312   | 335   | 334   | 372   | 409   | 429   | 492   |

| Národnostní složení Velké Hleďsebe - Češi: 1 378 (63.1 %) - neuvedeno: 706 (32.3 %) - Slováci: 41 (1.9 %) - Ukrajinci: 26 (1.2 %) - Vietnamci: 16 (0.7 %) - Rusové: 11 (0.5 %) - Moravané: 5 (0.2 %) | Náboženské složení Velké Hleďsebe - bez vyznání: 1 187 (52.7 %) - neuvedeno: 721 (32.0 %) - neorganizovaní věřící: 158 (7.0 %) - ostatní věřící, hlásící se k církvi, náboženské společnosti nebo směru: 89 (4.0 %) - Římskokatolická církev: 85 (3.8 %) - Českobratrská církev evangelická: 10 (0.4 %) - Církev československá husitská: 3 (0.1 %) |

## Politika

### Části obce
- Klimentov[14]
- Malá Hleďsebe
- Velká Hleďsebe

### Zastupitelstvo
| ANO 2011 (7) - nestraníci za ANO (3) Volba pro Velkou Hleďsebi (2) - nestraníci za TOP 09 (2) Sdružení nezávislých kandidátů (6) |

| Jméno                             | Kandidátní listina        | Navrhující strana | Navrhující strana | Politická příslušnost | Politická příslušnost |
| --------------------------------- | ------------------------- | ----------------- | ----------------- | --------------------- | --------------------- |
| Jaroslav Vaněk                    | Volba pro Velkou Hleďsebi |                   | TOP 09            |                       | BEZPP                 |
| Mgr. Martina Karenovičová         | Volba pro Velkou Hleďsebi |                   | TOP 09            |                       | BEZPP                 |
| Kamila Pešková                    | ANO 2011                  |                   | ANO               |                       | BEZPP                 |
| Ing. Jaroslava Brožová Lampertová | ANO 2011                  |                   | ANO               |                       | ANO                   |
| Ing. Lucie Šimůnková              | ANO 2011                  |                   | ANO               |                       | BEZPP                 |
| Miroslav Brož                     | ANO 2011                  |                   | ANO               |                       | ANO                   |
| Roman Zídek                       | ANO 2011                  |                   | ANO               |                       | BEZPP                 |
| Pavel Šťastný                     | ANO 2011                  |                   | ANO               |                       | ANO                   |
| Zbyněk Štěpánek                   | ANO 2011                  |                   | ANO               |                       | ANO                   |
| Mgr. František Jauris             | SNK Velká Hleďsebe        |                   | NK                |                       | BEZPP                 |
| Zdeněk Vršecký                    | SNK Velká Hleďsebe        |                   | NK                |                       | BEZPP                 |
| Ing. Pavel Zteiskar               | SNK Velká Hleďsebe        |                   | NK                |                       | BEZPP                 |
| Mgr. Jana Šályová                 | SNK Velká Hleďsebe        |                   | NK                |                       | BEZPP                 |
| Aneta Kubanová                    | SNK Velká Hleďsebe        |                   | NK                |                       | BEZPP                 |
| Anna Koštialová                   | SNK Velká Hleďsebe        |                   | NK                |                       | BEZPP                 |

### Výsledky voleb do PSP ČR ve Velké Hleďsebi
| Volby | Účast | Vol. v sez. | Celkem hlasů | Platné hlasy | Neplatné hlasy | ANO   | SOCDEM | SPOLU | SPOLU  | SPOLU   | Čtyřkoalice | Čtyřkoalice | PirSTAN | PirSTAN | KSČM  | VV    | SPD   | Úsvit | SPR-RSČ | ODA  | Zelení | Přísaha |           |          | Ostatní |
| Volby | Účast | Vol. v sez. | Celkem hlasů | Platné hlasy | Neplatné hlasy | ANO   | SOCDEM | ODS   | TOP 09 | KDU-ČSL | KDU-ČSL     | US-DEU      | Piráti  | STAN    | KSČM  | VV    | SPD   | Úsvit | SPR-RSČ | ODA  | Zelení | Přísaha | Trikolora | Svobodní | Ostatní |
| ----- | ----- | ----------- | ------------ | ------------ | -------------- | ----- | ------ | ----- | ------ | ------- | ----------- | ----------- | ------- | ------- | ----- | ----- | ----- | ----- | ------- | ---- | ------ | ------- | --------- | -------- | ------- |
| 1996  | 67,05 | 2 091       | 1 399        | 1 391        | 8              | —     | 26,24  | 28,76 | —      | 4,24    | 4,24        | —           | —       | —       | 14,38 | —     | —     | —     | 9,06    | 4,46 | —      | —       | —         | —        | 12,86   |
| 1998  | 66,13 | 1 801       | 1 190        | 1 189        | 1              | —     | 36,16  | 28,09 | —      | 5,13    | 5,13        | 7,91        | —       | —       | 12,20 | —     | —     | —     | 2,94    | —    | 1,43   | —       | —         | —        | 6,14    |
| 2002  | 52,89 | 1 779       | 939          | 931          | 8              | —     | 31,90  | 27,81 | —      | 7,94    | 7,94        | 7,94        | —       | —       | 19,44 | —     | —     | —     | —       | 0,10 | 4,08   | —       | —         | —        | 8,73    |
| 2006  | 64,09 | 1 721       | 1 102        | 1 100        | 2              | —     | 28,81  | 41,00 | —      | 4,18    | 4,18        | 0,45        | —       | —       | 14,36 | —     | —     | —     | —       | —    | 5,90   | —       | —         | —        | 5,30    |
| 2010  | 59,62 | 1 751       | 1 044        | 1 040        | 4              | —     | 17,11  | 20,09 | 20,38  | 1,44    | 1,44        | —           | 2,98    | —       | 12,59 | 12,59 | —     | —     | —       | —    | 1,15   | —       | —         | 0,67     | 11,00   |
| 2013  | 55,57 | 1 814       | 1 008        | 997          | 11             | 21,86 | 19,65  | 6,51  | 11,13  | 3,20    | 3,20        | —           | 4,81    | —       | 15,44 | —     | —     | 7,62  | —       | —    | 2,60   | —       | —         | 4,11     | 3,07    |
| 2017  | 57,21 | 1 816       | 1 038        | 1 027        | 11             | 32,22 | 7,59   | 12,65 | 3,70   | 2,72    | 2,72        | —           | 14,99   | 4,28    | 7,59  | —     | 9,73  | —     | —       | —    | 0,58   | —       | —         | 1,07     | 2,88    |
| 2021  | 64,16 | 1 808       | 1 158        | 1 146        | 12             | 29,49 | 4,88   | 25,91 | 25,91  | 25,91   | 25,91       | —           | 12,56   | 12,56   | 3,05  | —     | 12,30 | —     | —       | —    | 1,13   | 5,32    | 2,09      | 2,09     | 3,27    |

## Doprava
Západním okrajem obce prochází silnice I. třídy spojující hraniční přechod Vojtanov s dálnicí D5. Obec má přímé spojení trolejbusovou i silniční dopravou s Mariánskými Lázněmi.

## Pamětihodnosti
- Kostel svaté Anny, pseudorománská stavba z let 1908 až 1911
- Roubený dům s hrázděným štítem Klimentov čp. 18a (kulturní památka)